# 以色列种族隔离

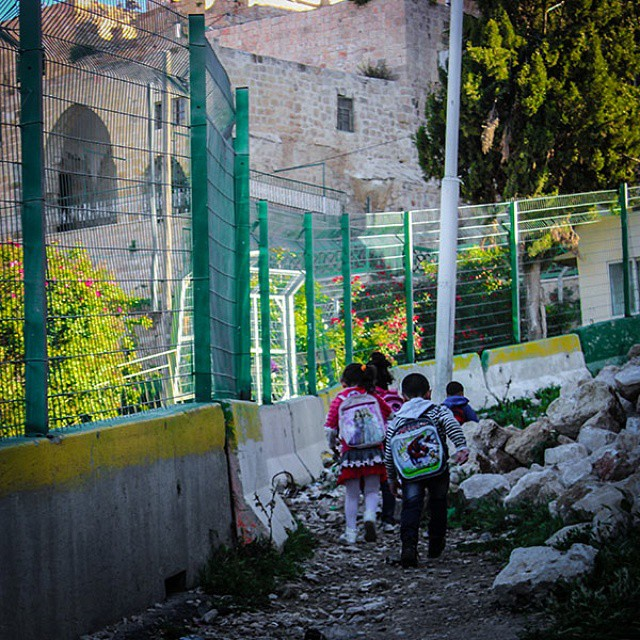
穆斯林学童在定居点边界行走

对以色列政府持批评态度的人经常指控以色列占领约旦河西岸，对待阿拉伯人和巴勒斯坦人的制度和南非种族隔离制度类似。一些学者、联合国调查人员、批判以色列政策的人权组织以及「抵制、撤资、制裁」运动支持者形容以色列是一个种族隔离国家。一些原以色列政治家也使用了这一说法。批评者认为约旦河西岸的“控制体系”与南非种族隔离制度的一些方面类似，其中包括：身份证、以色列定居点、定居点周边以色列和巴勒斯坦公民各自不同的道路、以色列军事检查所、婚姻法、以色列约旦河西岸隔离墙、把巴勒斯坦人当做廉价劳动力使用、巴勒斯坦约旦河西岸飞地、基础设施方面的不平等、法律权利、以色列占领区以色列和巴勒斯坦居民使用土地和资源的机会，以色列占领的一些元素违反国际法，构成了殖民主义和种族隔离。